# Gerald Gettelfinger
Gerald Andrew Gettelfinger (ur. 20 października 1935 w Ramsey) – amerykański duchowny katolicki, biskup Evansville w latach 1989-2011.

## Życiorys
Ukończył seminarium duchowne w St. Meinrad. Święcenia kapłańskie otrzymał 7 maja 1961 i inkardynowany został do archidiecezji Indianapolis. Pracował m.in. jako kanclerz (1980-1988) i wikariusz generalny (1988-1989) archidiecezji.
11 marca 1989 papież Jan Paweł II mianował go ordynariuszem Evansville. Sakry udzielił mu ówczesny metropolita Edward Thomas O’Meara. Na emeryturę przeszedł 26 kwietnia 2011.